# Chico Fumaça
Chico Fumaça é um filme brasileiro de 1958, do gênero comédia, estrelado por Mazzaropi e dirigido por Victor Lima, com produção de Oswaldo Massaini. Têm números musicais de Mazzaropi, Cauby Peixoto, Trio Nagô, Zezé Gonzaga, Neusa Maria e Mara Abrantes. As composições ferroviárias que aparecem no filme são da Estrada de Ferro Leopoldina e as cenas na ferrovia foram gravadas no município de  Duque de Caxias na Baixada Fluminense. Foi um dos três filmes da trilogia carioca de Mazzaropi, ao lado de Fuzileiro do Amor e O Noivo da Girafa.

## Sinopse
Chico Fumaça, chamado assim por gostar de trens, é um pobre matuto que vive em Jequitibá, uma pequena cidade do interior de Minas Gerais. Ele passa por várias dificuldades, perde sua vaca de estimação por conta de dívidas com Seu Elias, o dono do armazém. Sua noiva, Inocência, quer que ele arrume dinheiro para se casar senão irá desistir dele. Seu casebre desaba com uma grande tempestade, então arruinado, Chico decide ir embora caminhando pela linha do trem, quando descobre que a chuva derrubara uma ponte usada para a travessia das composições. Ele corre para parar o trem e consegue impedir o grande desastre. Dentre os passageiros, estava o importante político Doutor Limoeiro, que resolve usar Chico para fazer propaganda de seu partido. Ele leva Chico para o Rio de Janeiro, onde o matuto será condecorado como herói pelo presidente e receberá um prêmio de duzentos mil cruzeiros dado pelo partido. Na capital federal, Chico causa várias confusões ao mesmo tempo que um casal de trapaceiros tenta lhe roubar, enquanto o leva para noitadas e passeios pelas atrações cariocas.

## Elenco
- Amácio Mazzaropi - Chico Fumaça
- Nancy Montez - Verinha Vogue, a vedete
- Carlos Tovar - Dr. Japércio Limoeiro, presidente do Partido Oportunista Brasileiro
- Wilson Grey - Didu, assessor de Limoeiro
- Celeneh Costa - Inocência, professora e noiva de Chico
- Roberto Duval - prefeito Generoso
- Grace Moema - Dona Marcelina, mãe de Inocência
- Joyce de Oliveira - esposa de Limoeiro
- Arnaldo Montel - Raposo
- Suzy Kirbi - turista americana
- Grijó Sobrinho - maestro da banda
- Domingos Terras - Seu Elias
- Cazarré Filho - cabo eleitoral
- Carlos Costa - Honório Honorato, opositor político do prefeito
- Moacyr Deriquém
- Amadeu Celestino - Subprefeito[4]